# AD Водолея
AD Водолея (лат. AD Aquarii), HD 358403 — одиночная переменная звезда в созвездии Водолея на расстоянии (вычисленном из значения параллакса) приблизительно 3974 световых лет (около 1218 парсеков) от Солнца. Видимая звёздная величина звезды — от +11,8m до +10,3m.

## Характеристики
AD Водолея — красная пульсирующая медленная неправильная переменная звезда (LB) спектрального класса M2. Эффективная температура — около 3746 К.